# Lista de prefeitos de Santo Antônio dos Milagres
Constam a seguir os administradores eleitos no município de Santo Antônio dos Milagres, estado brasileiro do Piauí. Criado pela Lei Estadual n.º 4.810 sancionada pelo governador Mão Santa em 27 de dezembro de 1995 e que realizou sua primeira eleição em 3 de outubro de 1996.

## Prefeitos de Santo Antônio dos Milagres
| Nº      | Prefeitos                            | Partido | Início do mandato     | Fim do mandato         | Cidade onde nasceu   | Unidade federativa | Notas      |
| ------- | ------------------------------------ | ------- | --------------------- | ---------------------- | -------------------- | ------------------ | ---------- |
| 1º      | Adalberto Gomes Vilanova             | PSDB    | 1º de janeiro de 1997 | 31 de dezembro de 2000 |                      |                    |            |
| 1º      | Adalberto Gomes Vilanova             | PSDB    | 1º de janeiro de 2001 | 31 de dezembro de 2004 | [ nota 1 ]           |                    |            |
| 2º      | Roseli Pereira de Araújo Sousa       | PSDB    | 1º de janeiro de 2005 | 31 de março de 2008    | São Gonçalo do Piauí | Piauí              | [ nota 2 ] |
| 3º      | José Vilmar da Silva                 | PMDB    | 31 de março de 2008   | 31 de dezembro de 2008 | Angical do Piauí     | Piauí              | [ nota 3 ] |
| 4º      | Raimundo Francisco Neves de Sousa    | PTB     | 1º de janeiro de 2009 | 31 de dezembro de 2012 | São Gonçalo do Piauí | Piauí              | [ nota 4 ] |
| 5º      | Adalberto Gomes Vilanova Sousa Filho | PTB PSD | 1º de janeiro de 2013 | 31 de dezembro de 2016 | São Gonçalo do Piauí | Piauí              | [ nota 5 ] |
| 5º      | Adalberto Gomes Vilanova Sousa Filho | PTB PSD | 1º de janeiro de 2017 | 31 de dezembro de 2020 | São Gonçalo do Piauí | Piauí              |            |
| 6º      | Paulo Cazimiro de Sousa Neto e Silva | PSD     | 1º de janeiro de 2021 | 31 de dezembro de 2024 | Angical do Piauí     | Piauí              | [ 3 ]      |
| 6º      | Paulo Cazimiro de Sousa Neto e Silva | PSD     | 1º de janeiro de 2025 | Em exercício           | Angical do Piauí     | Piauí              | [ nota 6 ] |
| Fontes: |                                      |         |                       |                        |                      |                    |            |

## Vice-prefeitos de Santo Antônio dos Milagres
| Nº      | Vice-prefeitos                 | Partido | Início do mandato     | Fim do mandato         | Cidade onde nasceu         | Unidade federativa | Notas      |
| ------- | ------------------------------ | ------- | --------------------- | ---------------------- | -------------------------- | ------------------ | ---------- |
| 1º      | Antônio Barbosa de Araújo      | PL      | 1º de janeiro de 1997 | 31 de dezembro de 2000 |                            |                    |            |
| 2º      | Gonçalo Pereira de Carvalho    | PMN     | 1º de janeiro de 2001 | 31 de dezembro de 2004 | Santo Antônio dos Milagres | Piauí              |            |
| 3º      | José Vilmar da Silva           | PMDB    | 1º de janeiro de 2005 | 31 de março de 2008    | Angical do Piauí           | Piauí              | [ nota 3 ] |
| 4º      | Avelá Barbosa de Araújo        | PMDB    | 1º de janeiro de 2009 | 31 de dezembro de 2012 | São Gonçalo do Piauí       | Piauí              |            |
| 5º      | José Vilmar da Silva           | PTdoB   | 1º de janeiro de 2013 | 31 de dezembro de 2016 | Angical do Piauí           | Piauí              |            |
| 6º      | Roseno Pereira de Araújo       | PSD     | 1º de janeiro de 2017 | 31 de dezembro de 2020 | São Gonçalo do Piauí       | Piauí              |            |
| 7º      | Cleide Maria de Araújo Queiroz | PSD     | 1º de janeiro de 2021 | 31 de dezembro de 2024 | São Gonçalo do Piauí       | Piauí              |            |
| 8º      | Márcio Pereira da Silva        | PSD     | 1º de janeiro de 2025 | Em exercício           | Amarante                   | Piauí              |            |
| Fontes: |                                |         |                       |                        |                            |                    |            |

## Vereadores de Santo Antônio dos Milagres
Relação ordenada conforme o número de mandatos exercidos por cada vereador a partir do ano de sua primeira eleição observando, sempre que possível, a ordem alfabética.
| Antônia Barbosa Carvalho de Macedo     | 05 | 1996, 2000, 2004, 2016, 2024 | São Gonçalo do Piauí       | Piauí |
| Gilson Pereira de Carvalho             | 05 | 2000, 2004, 2008, 2016, 2020 | São Gonçalo do Piauí       | Piauí |
| Elias Edson da Silva                   | 04 | 1996, 2000, 2004, 2008       | Angical do Piauí           | Piauí |
| Francisco Machado de Araújo            | 04 | 2000, 2004, 2008, 2012       | São Gonçalo do Piauí       | Piauí |
| Edson Barbosa da Silva                 | 04 | 2008, 2012, 2016, 2020       | São Gonçalo do Piauí       | Piauí |
| Valdiner Neves de Sousa Silva          | 03 | 1996, 2000, 2004             | Santo Antônio dos Milagres | Piauí |
| Adão Barbosa Lima                      | 03 | 2000, 2004, 2008             | São Gonçalo do Piauí       | Piauí |
| Roseno Pereira de Araújo               | 03 | 2004, 2008, 2012             | São Gonçalo do Piauí       | Piauí |
| Márcio Pereira da Silva                | 03 | 2012, 2016, 2020             | Amarante                   | Piauí |
| Gaspar Gomes de Araújo                 | 03 | 2016, 2020, 2024             | São Gonçalo do Piauí       | Piauí |
| Luís Machado de Araújo                 | 03 | 2016, 2020, 2024             | São Gonçalo do Piauí       | Piauí |
| Damásio Pereira dos Santos             | 02 | 1996, 2000                   | São Gonçalo do Piauí       | Piauí |
| José Vilmar da Silva                   | 02 | 1996, 2000                   | Angical do Piauí           | Piauí |
| Avelá Barbosa de Araújo                | 02 | 2000, 2004                   | São Gonçalo do Piauí       | Piauí |
| Jocivaldo Machado de Araújo            | 02 | 2008, 2012                   | São Gonçalo do Piauí       | Piauí |
| Artur Leal da Silva                    | 02 | 2012, 2016                   | São Gonçalo do Piauí       | Piauí |
| Cleide Maria de Araújo Queiroz         | 02 | 2012, 2016                   | São Gonçalo do Piauí       | Piauí |
| Francisco das Chagas Pereira de Araújo | 02 | 2020, 2024                   | São Gonçalo do Piauí       | Piauí |
| Júlio César Carvalho Santos            | 02 | 2020, 2024                   | Teresina                   | Piauí |
| Rodinei Araújo Santos                  | 02 | 2020, 2024                   | Angical do Piauí           | Piauí |
| Aldomira Machado de Araújo Pereira     | 01 | 1996                         | Santo Antônio dos Milagres | Piauí |
| Girinaldo Pereira de Araújo            | 01 | 1996                         | São Gonçalo do Piauí       | Piauí |
| Gonçalo Pereira de Araújo              | 01 | 1996                         |                            |       |
| Maria Amadeus do Espírito Santo Araújo | 01 | 1996                         |                            |       |
| Gonçalo Pereira de Carvalho            | 01 | 2004                         | Santo Antônio dos Milagres | Piauí |
| Edivan Machado de Araújo               | 01 | 2008                         | São Gonçalo do Piauí       | Piauí |
| Paulo Cazimiro de Sousa Neto e Silva   | 01 | 2008                         | Angical do Piauí           | Piauí |
| Alberto da Silva                       | 01 | 2012                         | São Gonçalo do Piauí       | Piauí |
| Ramon Feitosa Lima                     | 01 | 2012                         | Água Branca                | Piauí |
| Edmilson Barbosa de Araújo             | 01 | 2016                         | São Gonçalo do Piauí       | Piauí |
| Rayfran Barbosa de Araújo              | 01 | 2020                         | São Gonçalo do Piauí       | Piauí |
| Albino Lucciane Sousa Vilanova         | 01 | 2024                         | Angical do Piauí           | Piauí |
| Danilo José de Araújo                  | 01 | 2024                         | São Gonçalo do Piauí       | Piauí |
| Misleny Nunes Barbosa                  | 01 | 2024                         | Amarante                   | Piauí |
| Fontes:                                |    |                              |                            |       |